# سيد عيسى (لاعب كرة قدم)
سيد حسن عيسى لاعب كرة قدم قطري من أصول مصرية، ولد في (14 سبتمبر 1997) ، يلعب لصالح نادي أم صلال في دوري نجوم قطر .

## مسيرة اللاعب
كان يلعب في نادي لخويا و في عام 2017 صدر قرار بدمج نادي لخويا مع نادي الجيش تحت مسمى نادي الدحيل و انظم بعدها إلى نادي الدحيل و لعب بعدها مع نادي الخور ونادي السيلية ونادي أم صلال.

## روابط خارجية
- سيد حسن عيسى على موقع Soccerway.com (الإنجليزية)